# Liste der Baudenkmäler in Thüngersheim
Auf dieser Seite sind die Baudenkmäler in der unterfränkischen Gemeinde Thüngersheim zusammengestellt. Diese Tabelle ist eine Teilliste der Liste der Baudenkmäler in Bayern. Grundlage ist die Bayerische Denkmalliste, die auf Basis des Bayerischen Denkmalschutzgesetzes vom 1. Oktober 1973 erstmals erstellt wurde und seither durch das Bayerische Landesamt für Denkmalpflege geführt wird. Die folgenden Angaben ersetzen nicht die rechtsverbindliche Auskunft der Denkmalschutzbehörde.

## Ensembles

### Ensemble Ortskern Thüngersheim
Der 1098 erstmals genannte Ort (Lage) muss nach Ausweis des spätromanischen Kirchturms im hohen Mittelalter bereits eine gewisse Bedeutung besessen haben. Für die topographischen Eigenheiten des Siedlungsgrundrisses scheint eine weiter südlich, außerhalb der Ortschaft liegende Wegegabelung maßgebend gewesen zu sein: die Straße von Würzburg nach Karlstadt und ein von dieser abzweigender Weg in Richtung Retzstadt durchschneiden jeweils das Ortsgebiet, ohne einander darin zu begegnen. Einen stark geometrisierenden Ausbau, verbunden mit einer Mauerbefestigung hat Thüngersheim in der zweiten Hälfte des 16. Jahrhunderts erfahren: innerhalb eines etwa rechteckigen Gesamtumrisses sind die beiden Fernwege als untereinander parallele, an ihren jeweiligen Enden mit Toren versehene, breit angelegte Hauptstraßen der Länge nach durchgezogen; zwischen ihnen sind dem Gefälle im Gelände entsprechend leicht ansteigende Quergassen gespannt, so dass ein äußerst zwingender, leiterförmiger Gesamtgrundriss entsteht. Die Parzellierung erreicht nicht überall die geometrische Klarheit, durch die sich die weitgehend normiert erscheinende Straßenführung auszeichnet; sie dürfte teilweise auf ältere, im 16. Jahrhundert bereits bestehende Zustände zurückzuführen sein. Der Ort ist trotz seiner Ausmaße und seines stadtmäßigen Ausbaus immer Dorf geblieben. Die Bebauung besteht aus Weinbauernhöfen, deren meist giebelseitig zur Straße gestellte Wohnhäuser mit einem seitlichen Hoftor verbunden sind. Jüngere, traufständige Bauten sind durch in der Mittelachse angebrachte, breite Tordurchfahrten betont. Die Bausubstanz ist auf weiten Strecken noch historisch. Neben einigen, auffallenden Häusern des späteren 16. Jahrhunderts sind das 17., 18. und das frühe 19. Jahrhundert am stärksten vertreten. Die Pfarrkirche liegt exzentrisch in der Nordwestecke des Mauerrechteckes, erhaltene Gaden zeugen von einer einstigen Eigenbefestigung. Der Ort, der eines Schwerpunktes entbehrt (er besitzt auch keinen Platzraum), zeichnet sich durch die strenge Regelmäßigkeit seiner Aufteilung aus und könnte darin möglicherweise als Denkmal städtebaulicher Tendenzen unter Julius Echter angesprochen werden. Aktennummer: E-6-79-194-1.

## Ortsbefestigung Thüngersheim
Die Ortsmauer ist in Bruchsteinmauerwerk aus Sandstein in der 2. Hälfte des 16. Jahrhunderts errichtet worden. Der ehemalige hochrechteckige Mauerbering hat sich nur in Resten und in verbautem Zustand erhalten. Von den einstigen vier Torbauten sind drei erhalten, an der Nordostseite das sogenannte Retzstadter Tor (siehe auch Obere Hauptstr. 7), das sogenannte Würzburger oder Veitshöchheimer Tor im Südwesten (siehe auch Veitshöchheimer Str. 2) und das sogenannte Hirtentor im Südosten (siehe auch Obere Hauptstr. 34). Aktennummer: D-6-79-194-1.
- Schulgraben 3 (Lage): Turm, Massivbau mit Mansardwalmdach,  im Kern 2. Hälfte 16. Jahrhundert (D-6-79-194-1)
- Gemeindegasse 6 (Lage): verbauter Rest der Ortsbefestigung (D-6-79-194-1)
- Gemeindegasse 4 (Lage): verbauter Rest der Ortsbefestigung (D-6-79-194-1)
- Obere Hauptstraße 5 (Lage): Rest der Ortsbefestigung, teilweise verbaut (D-6-79-194-1)
- Obere Hauptstraße 7 (Lage): Retzstadter Tor oder Zehnttor, zweigeschossiger Torbau mit Fachwerkobergeschoss, Satteldach und rundbogiger Tordurchfahrt mit Echterwappen am Scheitelstein, bezeichnet 1609 (D-6-79-194-12)
- Obere Hauptstraße 47 (Lage): Rest der Ortsbefestigung (D-6-79-194-1)
- Oberer Graben 30 (Lage): verbauter Rest der Ortsbefestigung (D-6-79-194-1)
- Oberer Graben 32 (Lage): verbauter Rest der Ortsbefestigung (D-6-79-194-1)
- Obere Hauptstraße 53 und 55 (Lage): verbauter Rest der Ortsbefestigung (D-6-79-194-1)
- Friedhofstraße 1 (Lage): verbauter Rest der Ortsbefestigung (D-6-79-194-1)
- Obere Hauptstraße 34 (Lage): Hirtentor, auch Königstor, Tor der Ortsbefestigung, zweigeschossige Doppeltoranlage über Hakengrundriss mit Fachwerkobergeschoss und einseitig abgewalmten Satteldach, mit Sandsteinfigur des Hl. Wendelin des 18. Jahrhunderts, Tor bezeichnet 1588
- Plangasse (Lage): Rest der Ortsbefestigung (D-6-79-194-1)
- Veitshöchheimer Straße 2 (Lage): Würzburger Tor oder Plantor, zweigeschossiger Massivbau mit Walmdach, rundbogiger Tordurchfahrt mit Wappenstein des Fürstbischofes Karl Philipp von Greifenklau und Figur des Erzengels Michael des 18. Jahrhunderts, bezeichnet 1751 (D-6-79-194-42)

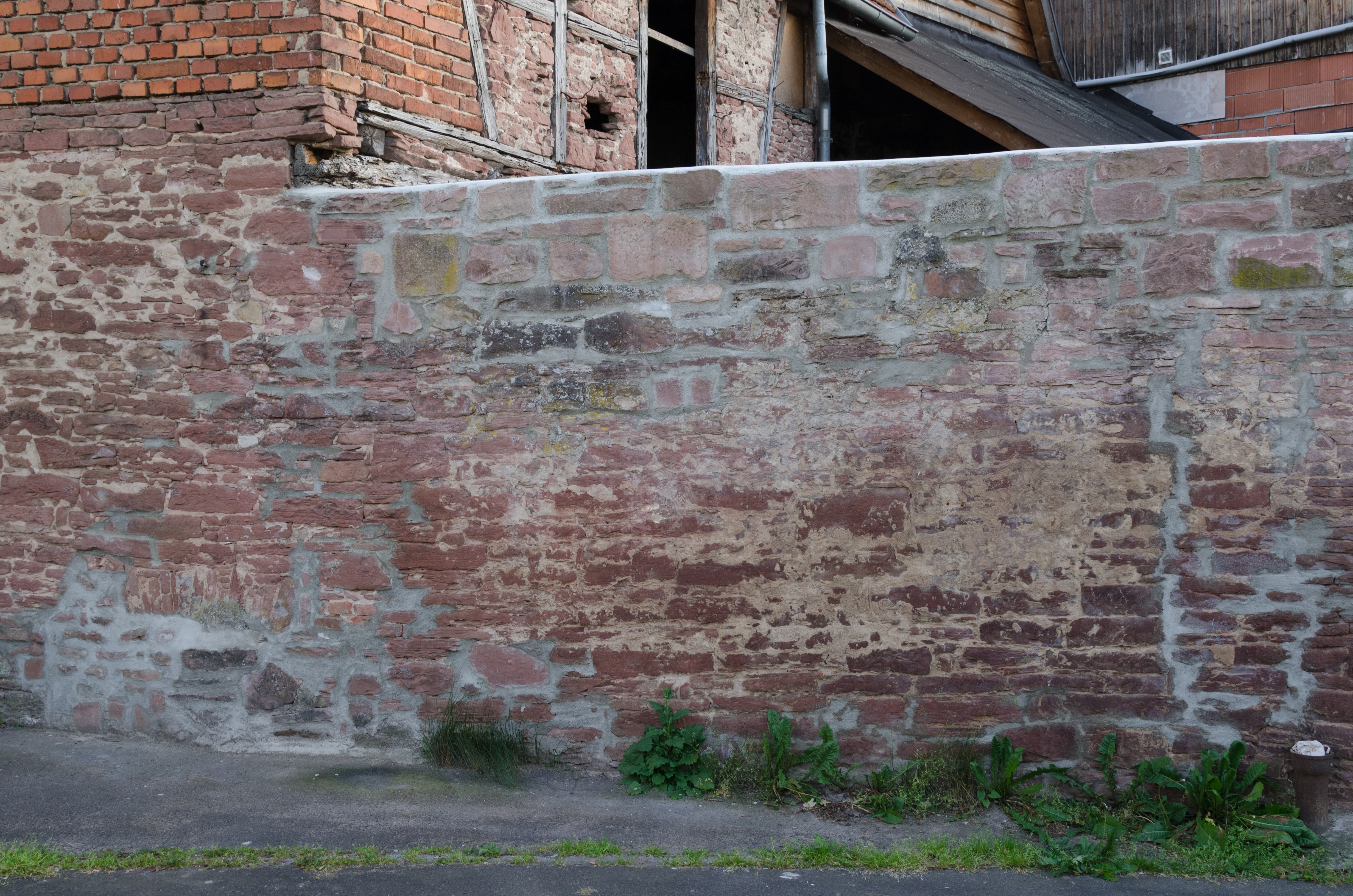
Ortsmauer Obere Hauptstraße 5
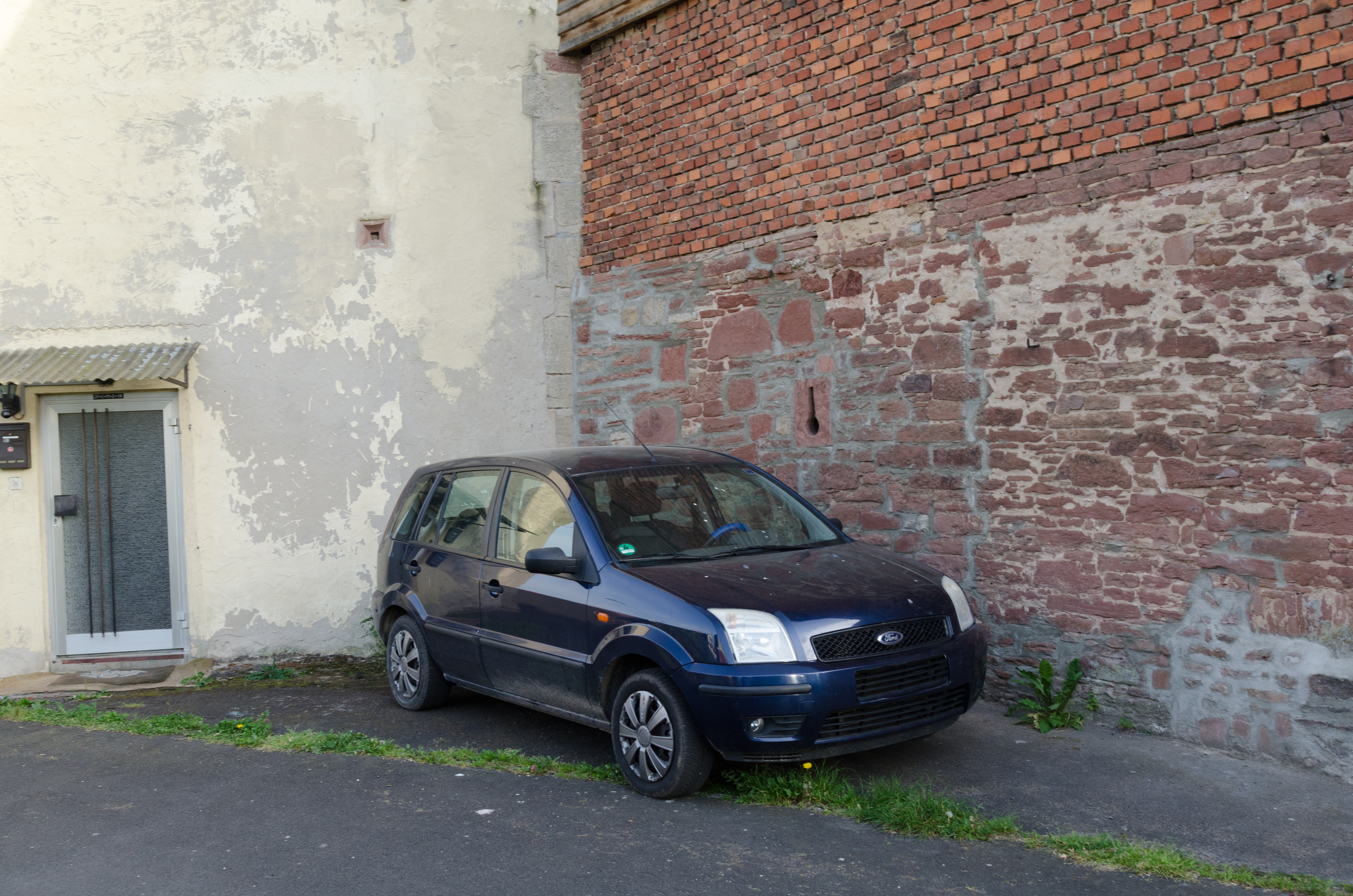
Ortsmauer Obere Hauptstraße 5
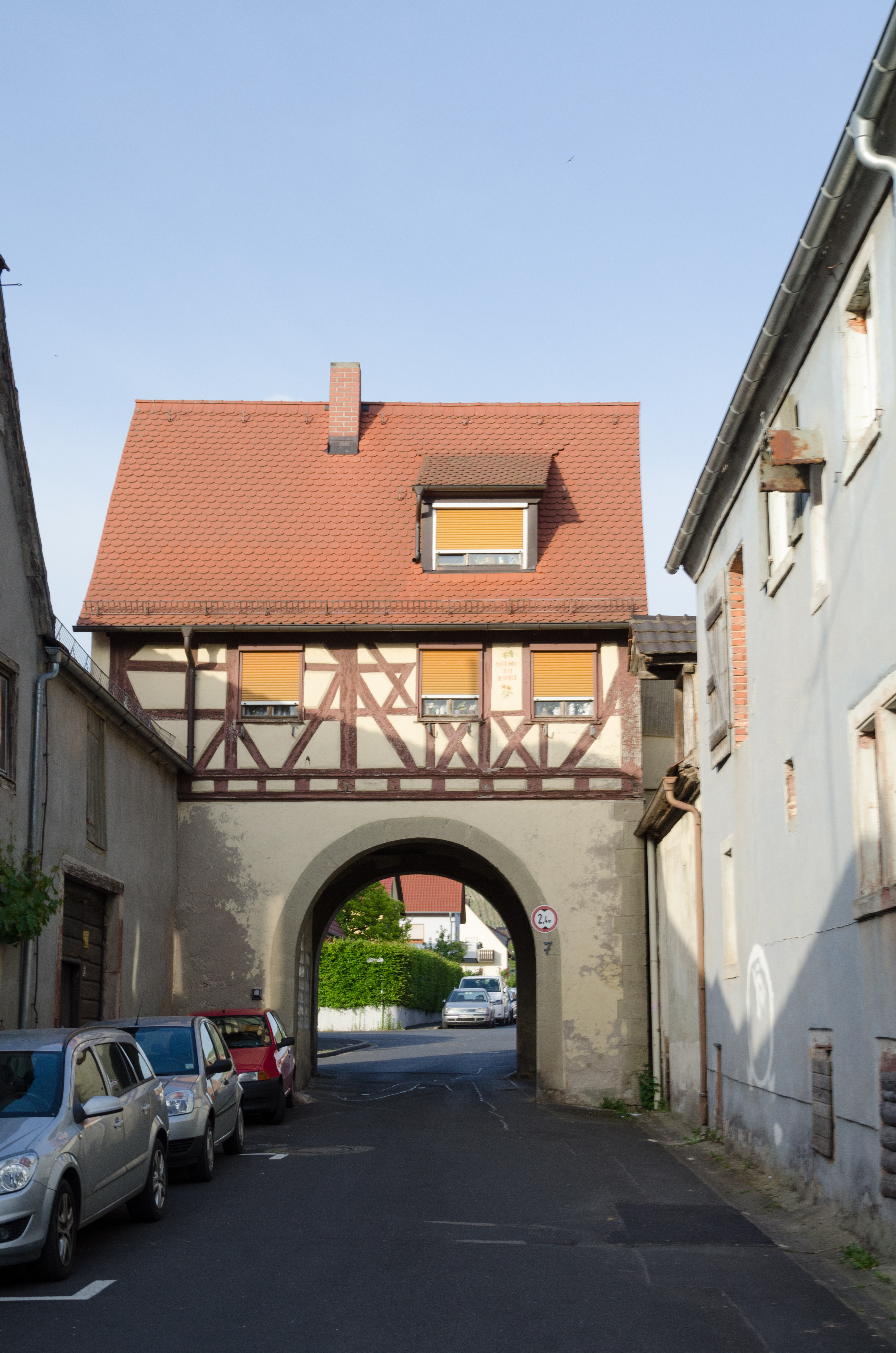
Retzstadter Tor, Ortsseite weitere Bilder
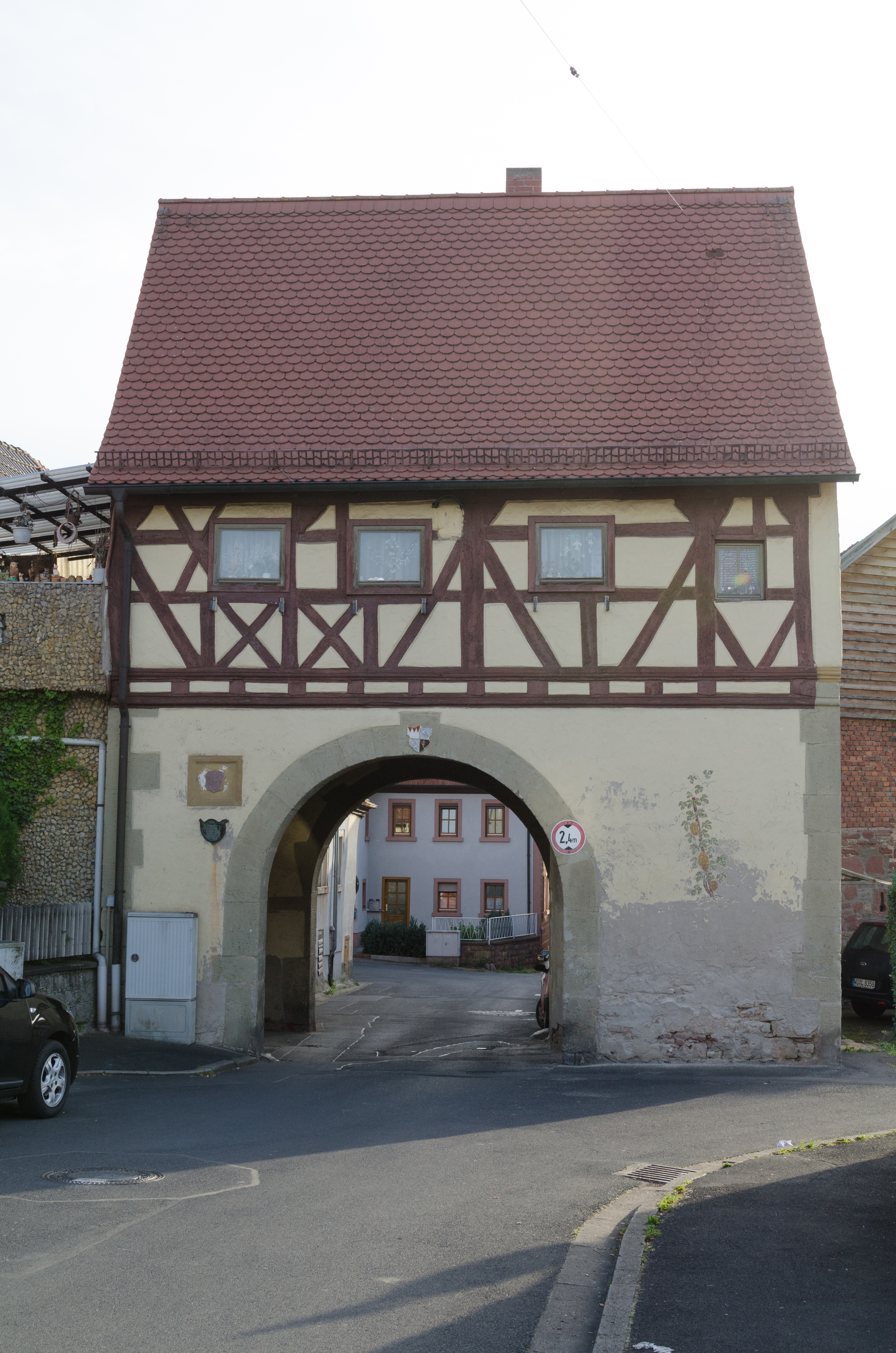
Retzstadter Tor, Feldseite weitere Bilder
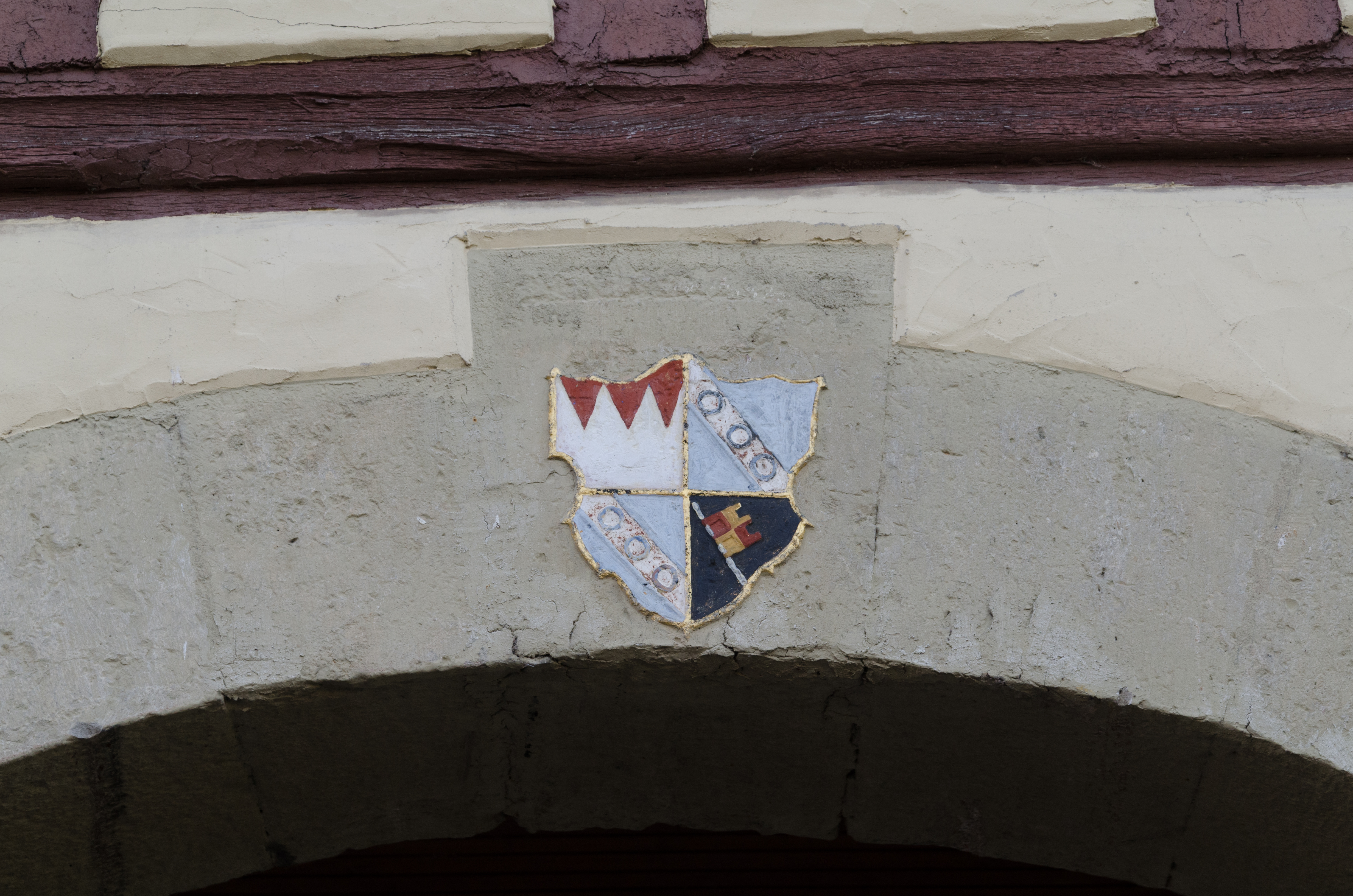
Retzstadter Tor, Wappen an Feldseite weitere Bilder
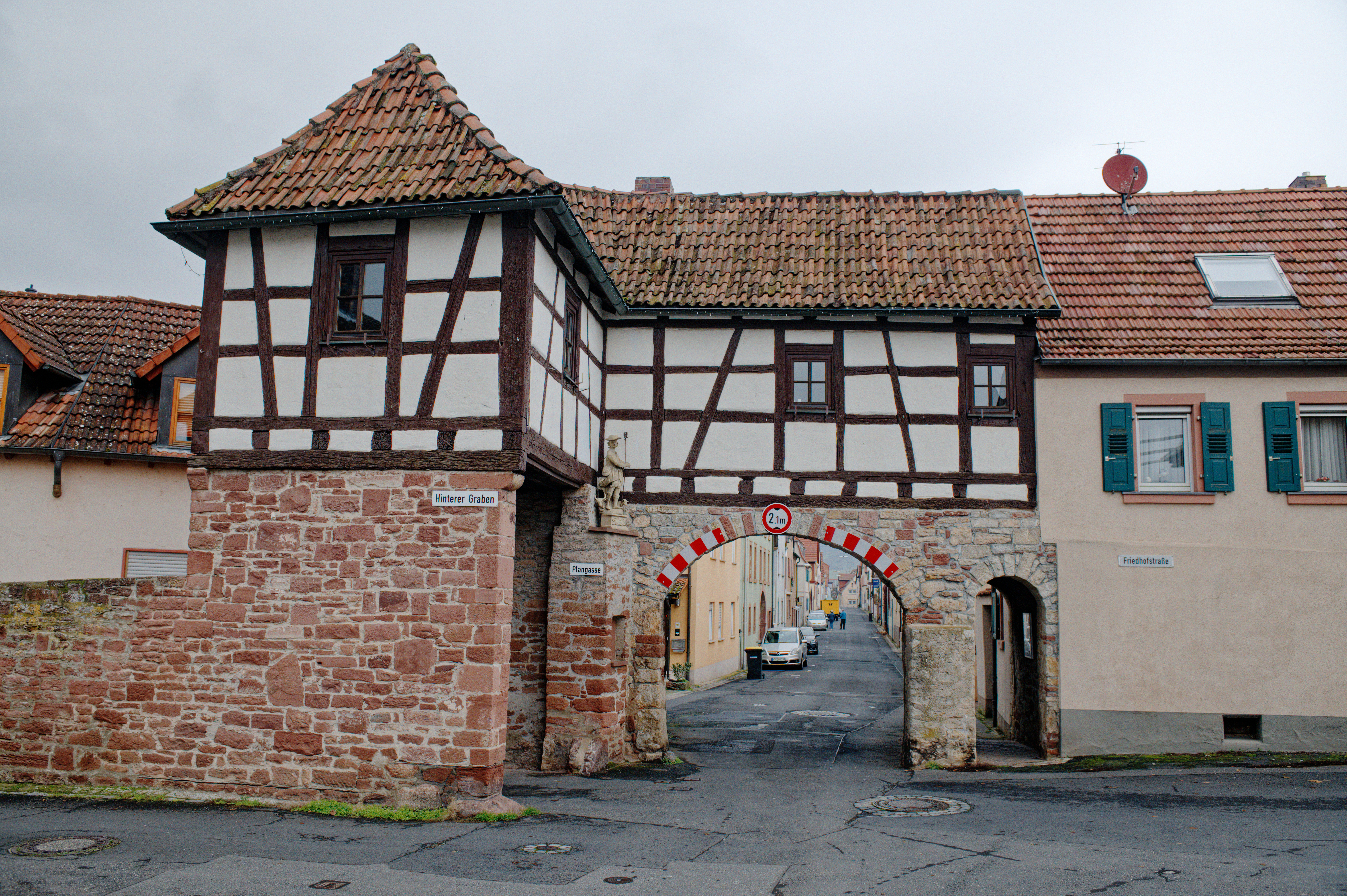
Hirtentor, Feldseite von Süden weitere Bilder
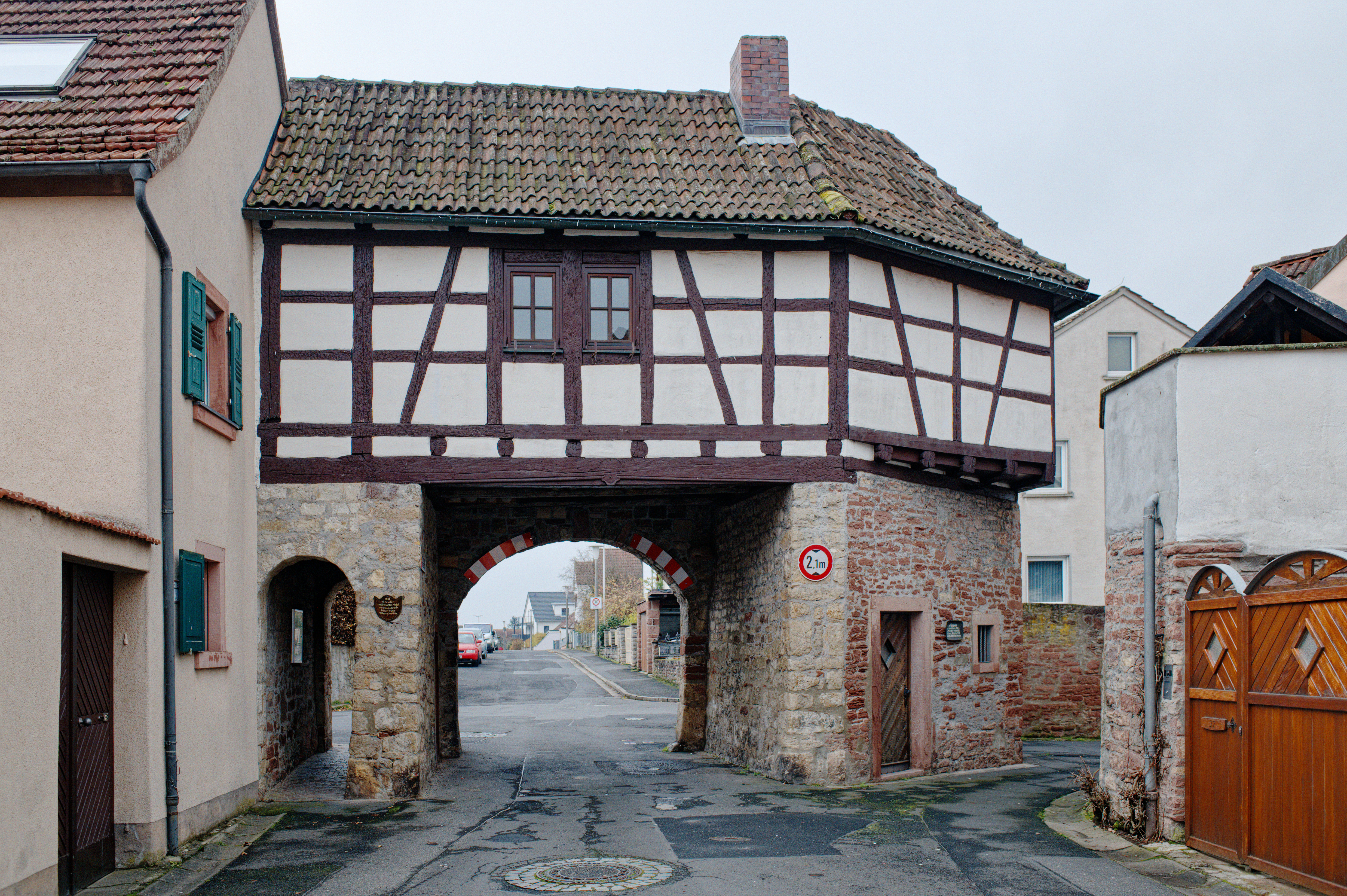
Hirtentor, Ortsseite von Norden weitere Bilder
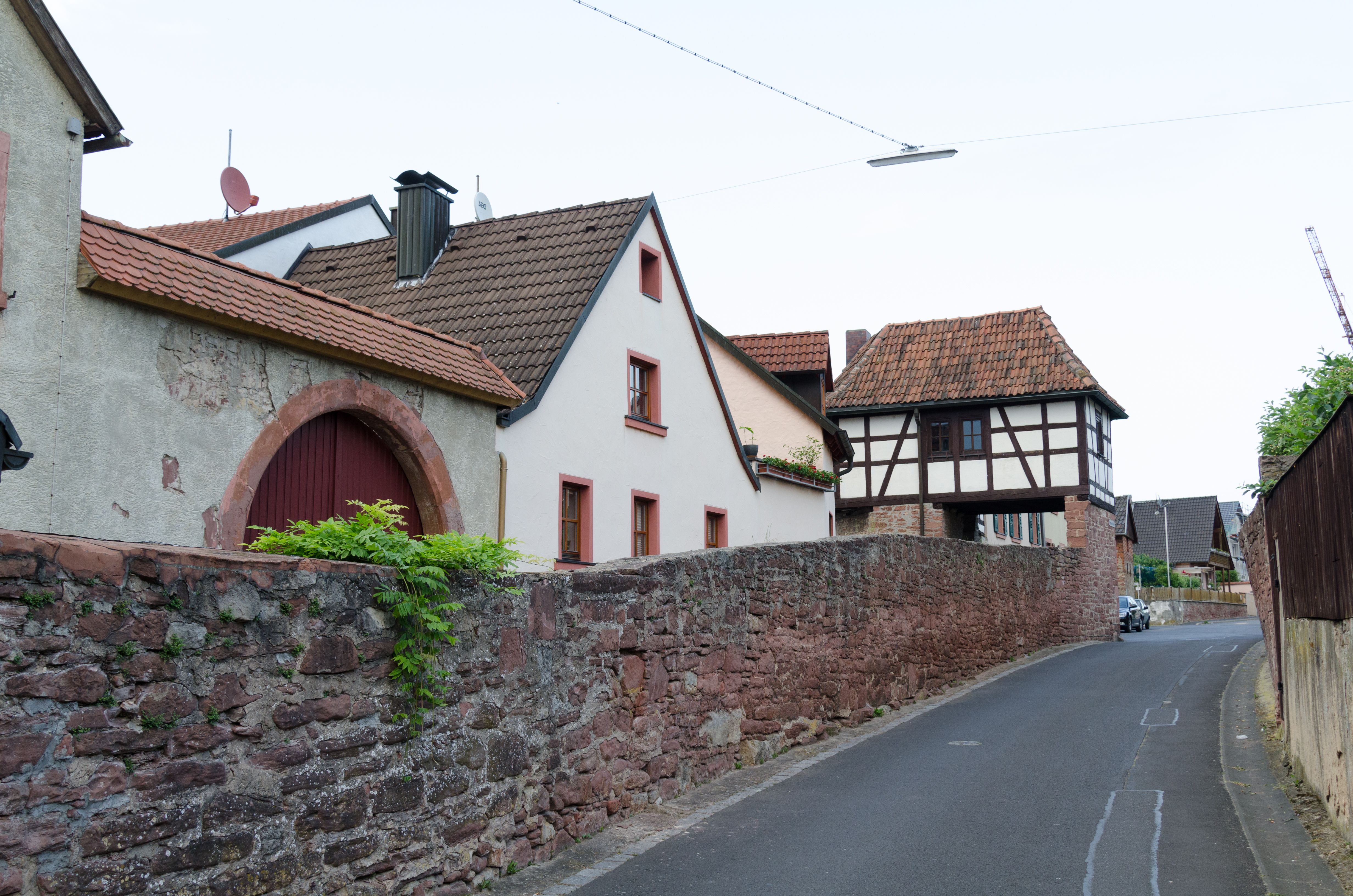
Ortsmauer entlang der Plangasse zum Hirtentor
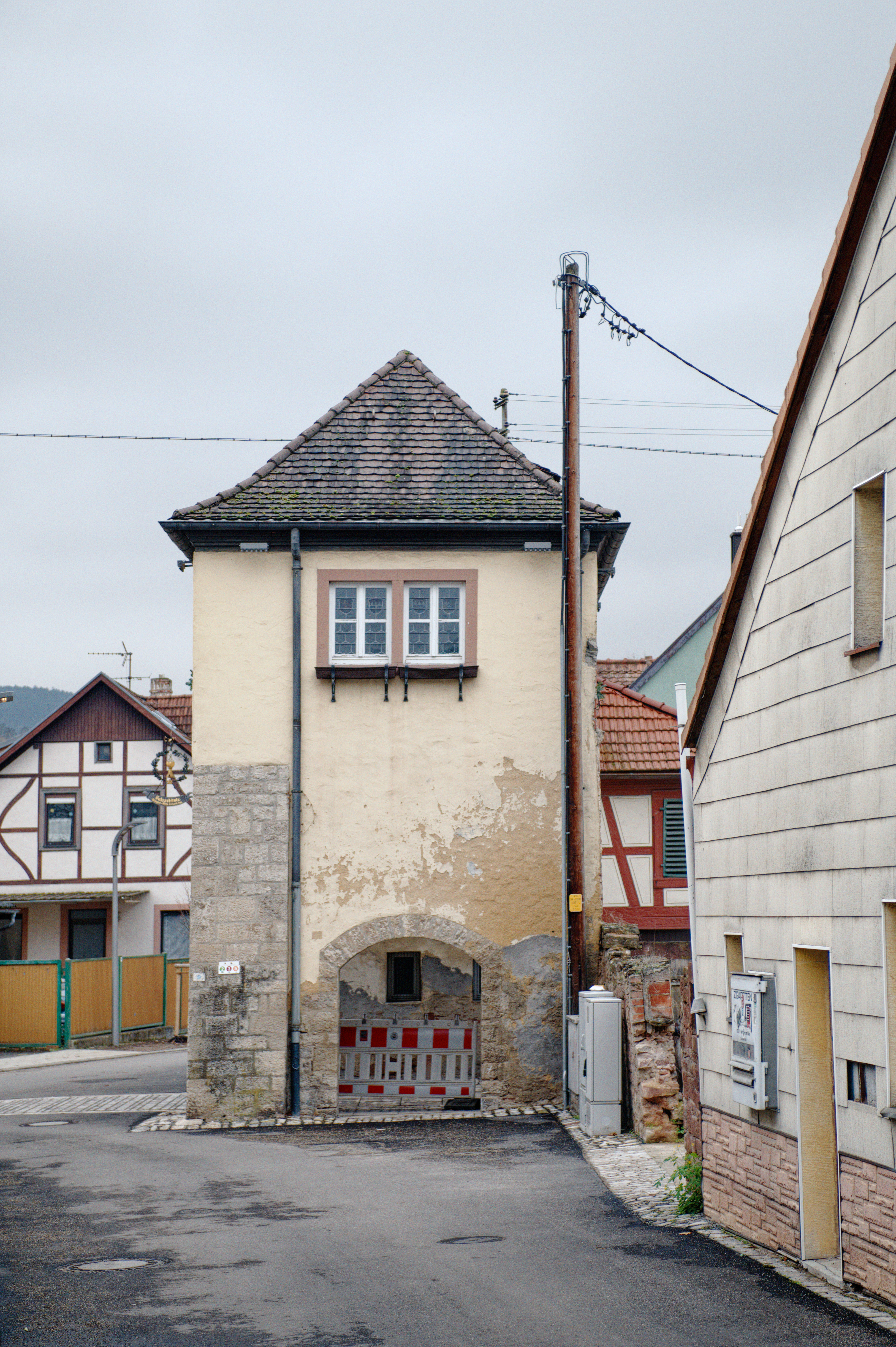
Würzburg Tor, Ansicht Plangasse weitere Bilder
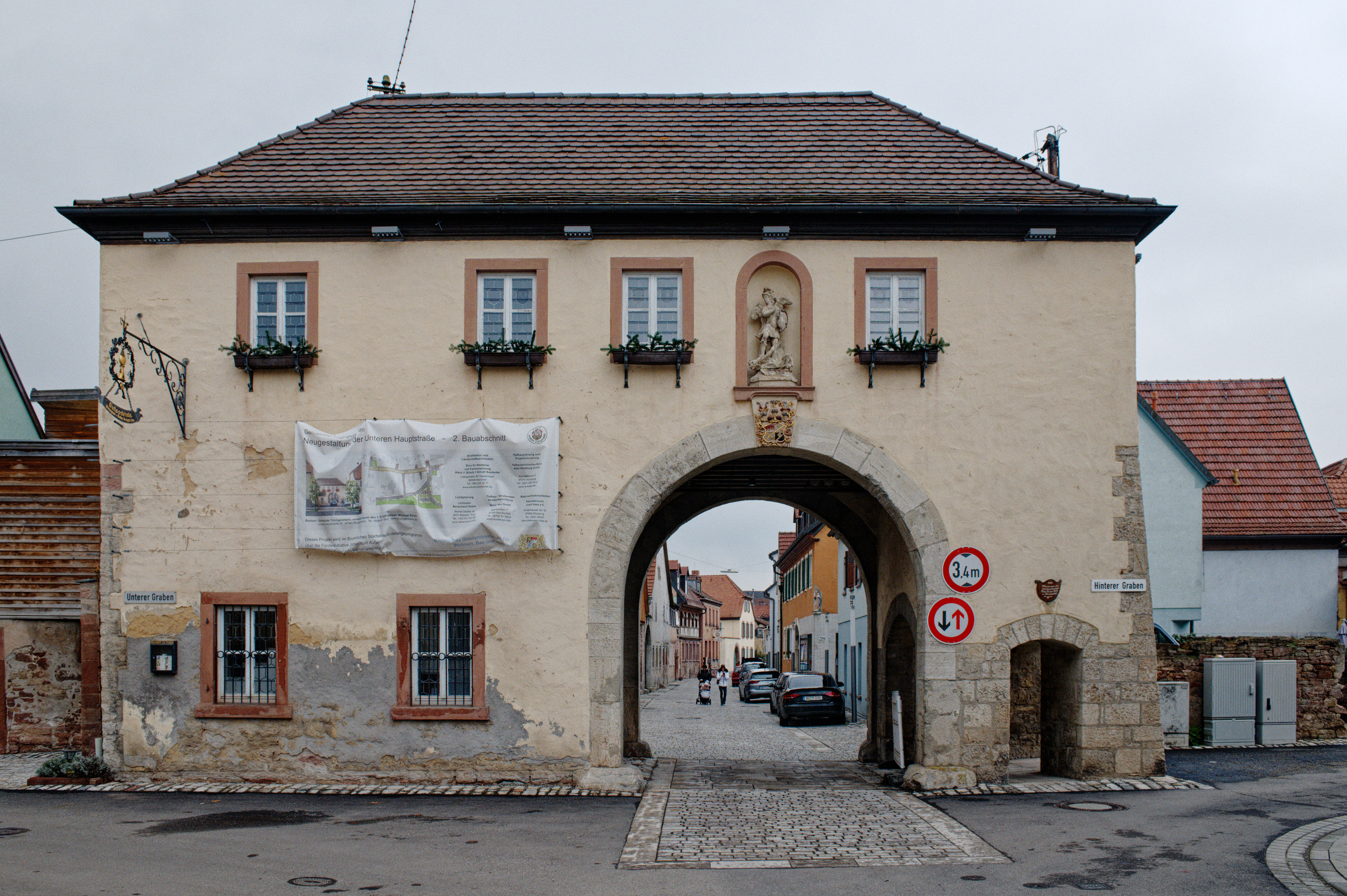
Würzburg Tor, Feldseite weitere Bilder
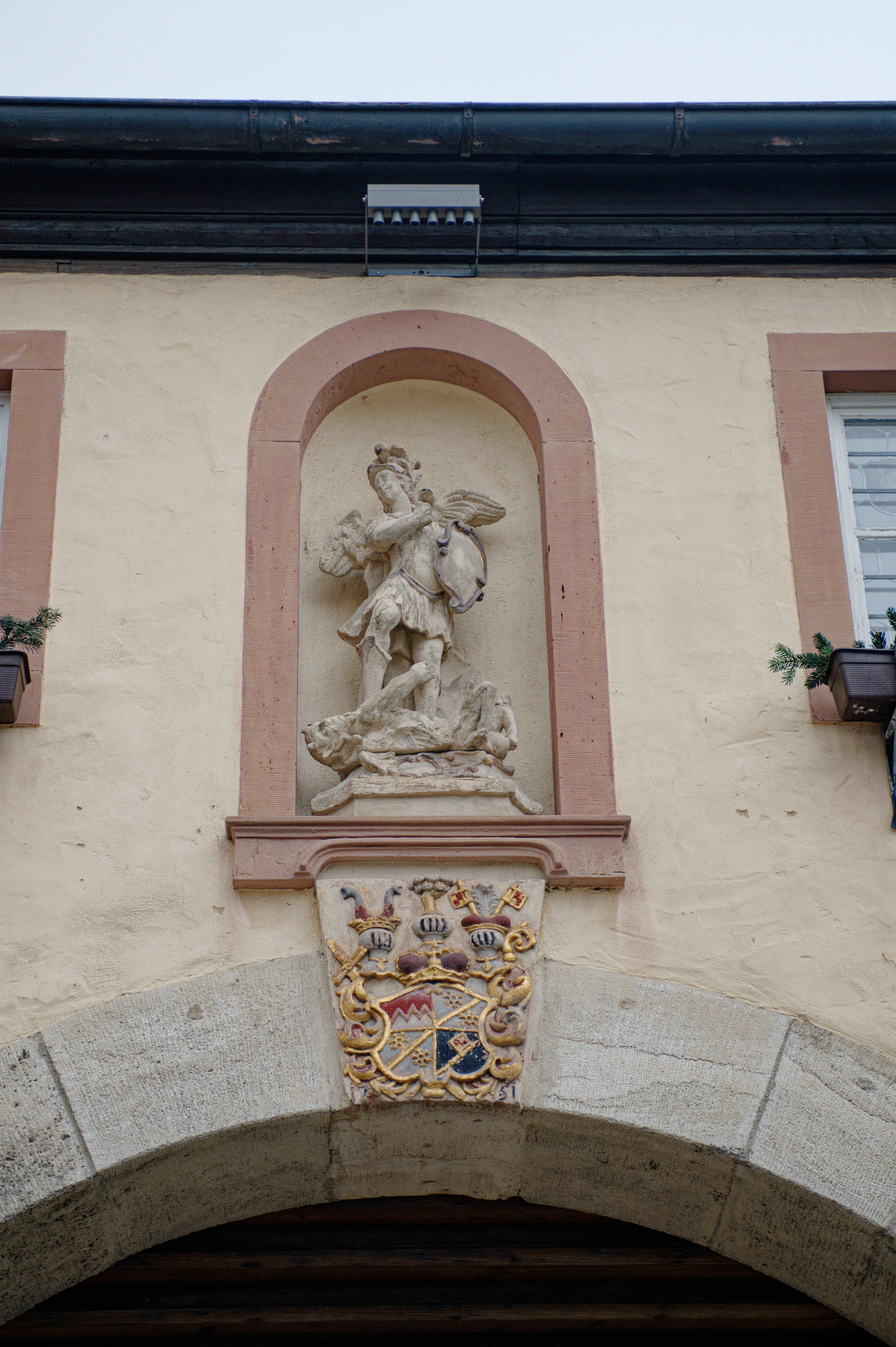
Würzburg Tor, Feldseite Figur des Erzengels Michael weitere Bilder
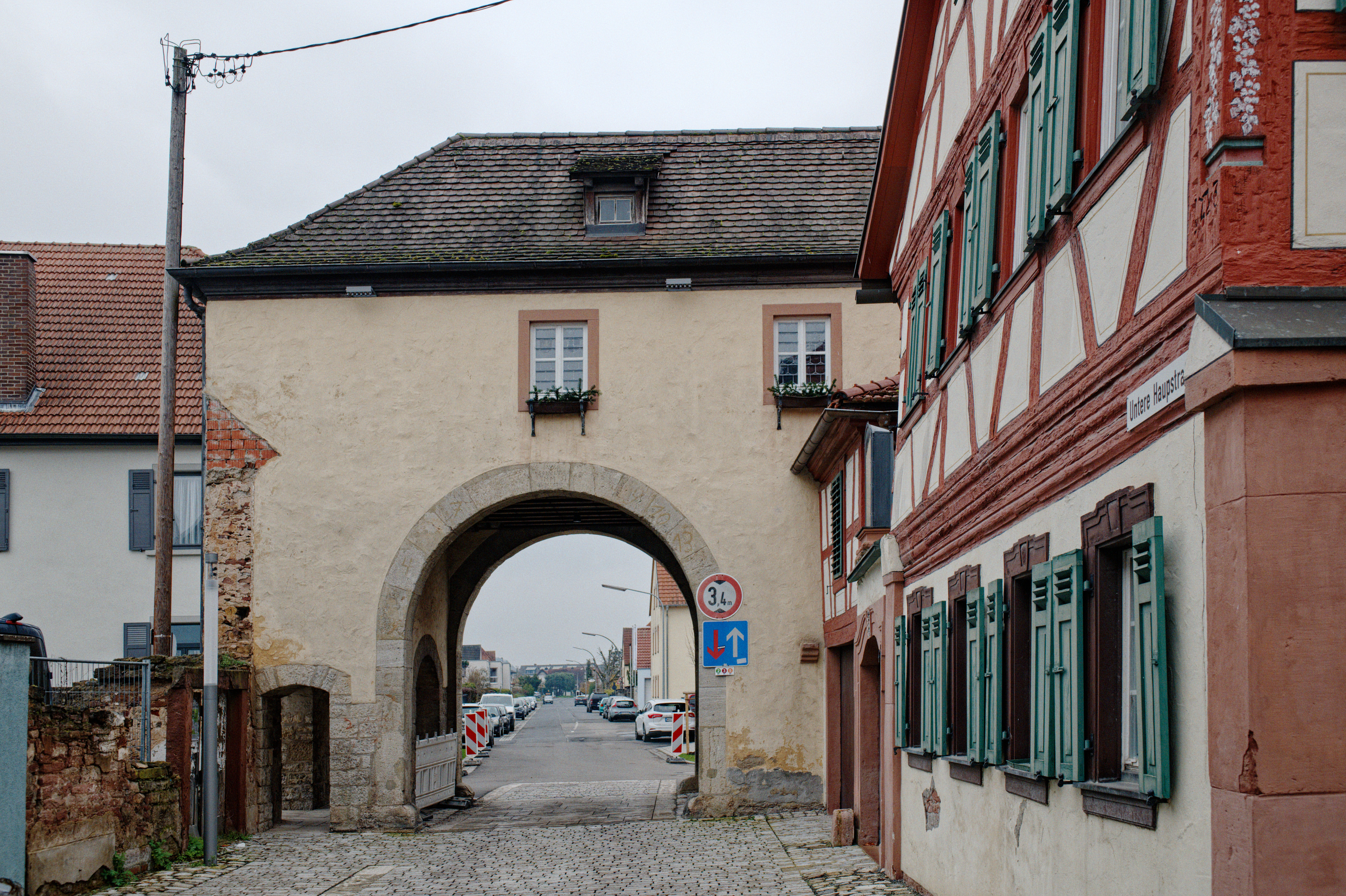
Würzburg Tor, Ortsseite weitere Bilder

## Baudenkmäler
| Lage                                                                                           | Objekt                                | Beschreibung | Akten-Nr.      | Bild                 |
| ---------------------------------------------------------------------------------------------- | ------------------------------------- | --- | -------------- | -------------------- |
| Dorfplatzstraße, am nördlichen Ortsausgang, nahe dem Haus der Wasserversorgung (Standort)      | Bildstock                             | kreuzbekrönter Reliefaufsatz mit Pietà und Kreuzigung, auf Säule über Postament, Sandstein, um 1750 | D-6-79-194-68  | weitere Bilder       |
| Dorfplatzstraße (Standort)                                                                     | Bildstock                             | kreuzbekrönter Reliefaufsatz mit Kreuzigung und St. Georg, auf Säule über Postament, Sandstein, Ende 17. Jahrhundert | D-6-79-194-69  | weitere Bilder       |
| Dorfplatzstraße, zwischen den beiden Bildstöcken nahe dem Haus der Wasserversorgung (Standort) | Sühnekreuze                           | zwei grob gehauene Sandsteinkreuze mit Einritzungen, mittelalterlich | D-6-79-194-70  | weitere Bilder       |
| Dürrengasse 3 (Standort)                                                                       | Wohngebäude                           | eingeschossiger Massivbau mit Satteldach, verputztem Fachwerkgiebel und geohrten Fensterrahmungen, erste Hälfte 18. Jahrhundert Pforte, gleichzeitig | D-6-79-194-76  | weitere Bilder       |
| Dürrengasse 3 (Standort)                                                                       | Hoftoranlage                          | mit separater Pforte, gleichzeitig | D-6-79-194-76  | weitere Bilder       |
| Dürrengasse 10 (Standort)                                                                      | Ehemaliges Wohnwirtschaftsgebäude     | zweigeschossiger Satteldachbau mit Fachwerkobergeschoss, 18. Jahrhundert | D-6-79-194-32  | weitere Bilder       |
| Dürrengasse 13 (Standort)                                                                      | Ökonomiegebäude                       | zweigeschossiger Satteldachbau mit Zierfachwerk im Obergeschoss, 17./18. Jahrhundert | D-6-79-194-31  | weitere Bilder       |
| Dürrengasse 15 (Standort)                                                                      | Hoftor                                | rundbogig, mit ornamentierter Pfeilerquaderung, bezeichnet 1612 | D-6-79-194-30  | weitere Bilder       |
| Friedhofstraße (Standort)                                                                      | Friedhofskreuz                        | Kruzifix auf Sockel, Rotsandstein, bez. 1715 | D-6-79-194-135 | weitere Bilder       |
| Hintere Gasse 4 (Standort)                                                                     | Wohngebäude                           | zweigeschossiger Fachwerkbau mit Satteldach, Obergeschoss mit Zierfachwerk, Anfang 17. Jahrhundert | D-6-79-194-6   | weitere Bilder       |
| Hintere Gasse 4 (Standort)                                                                     | Einfriedung                           | mit Hoftorpfeilern, wohl gleichzeitig | D-6-79-194-6   | weitere Bilder       |
| Hintere Gasse 6 (Standort)                                                                     | Wohngebäude                           | zweigeschossiger, verputzter Satteldachbau mit Fachwerkobergeschoss, 18. Jahrhundert | D-6-79-194-8   | weitere Bilder       |
| Hintere Gasse 6 (Standort)                                                                     | Ökonomiegebäude                       | wohl gleichzeitig | D-6-79-194-8   | weitere Bilder       |
| Hintere Gasse 7 (Standort)                                                                     | Wohngebäude                           | zweigeschossiger, traufständiger Satteldachbau mit verputztem Fachwerkobergeschoss und Tordurchfahrt, bezeichnet 1794. | D-6-79-194-7   | weitere Bilder       |
| Hinterer Graben 5 (Standort)                                                                   | Hoftor                                | bezeichnet 1793 | D-6-79-194-38  | BW                   |
| Kirchgasse 1 (Standort)                                                                        | Gasthof Zum Bären                     | zweigeschossiger Krüppelwalmdachbau mit nördlichem Anbau und Zierfachwerk im Obergeschoss, bezeichnet 1729 | D-6-79-194-60  | weitere Bilder       |
| Kirchgasse 1 (Standort)                                                                        | Kreuzigungsrelief                     | Sandstein, bezeichnet 1552 | D-6-79-194-60  | weitere Bilder       |
| Kirchgasse 2 (Standort)                                                                        | Kirchgaden                            | sechs Gadenbauten der ehemaligen Kirchhofbefestigung, zumeist zweigeschossig mit Fachwerkobergeschoss und Satteldach, 1430 (dendro.dat.) – 17. Jahrhundert | D-6-79-194-3   | weitere Bilder       |
| Obere Hauptstraße 2 (Standort)                                                                 | Hoftor                                | rundbogig, mit reich reliefiertem Gewände, bezeichnet 1579 | D-6-79-194-13  | weitere Bilder       |
| Obere Hauptstraße 10 (Standort)                                                                | Wohngebäude                           | zweigeschossiger, verputzter Walmdachbau in Ecklage, mit Fachwerkobergeschoss und Hausmadonna, an der Tordurchfahrt bezeichnet 1796 | D-6-79-194-19  | weitere Bilder       |
| Obere Hauptstraße 11 (Standort)                                                                | Hoftor                                | rundbogig, darüber Wappenrelief, am Scheitel bezeichnet 1719 | D-6-79-194-14  | weitere Bilder       |
| Obere Hauptstraße 12 (Standort)                                                                | Wohngebäude                           | eingeschossiger Fachwerkbau mit Satteldach über hohem Sockel, erstes Viertel 19. Jahrhundert | D-6-79-194-20  | weitere Bilder       |
| Obere Hauptstraße 16 (Standort)                                                                | Hoftor                                | rundbogig, mit Wappenrelief, am Scheitel bezeichnet 1618 | D-6-79-194-22  | weitere Bilder       |
| Obere Hauptstraße 18 (Standort)                                                                | Gasthaus Alter Stern                  | zweigeschossiger, verputzter Krüppelwalmdachbau mit Fachwerkobergeschoss, profilierten Fensterrahmungen, 1617 (d) und 1662 (d) | D-6-79-194-24  | weitere Bilder       |
| Obere Hauptstraße 18 (Standort)                                                                | Hoftoranlage                          | mit separater Pforte, 17. Jahrhundert | D-6-79-194-24  | weitere Bilder       |
| Obere Hauptstraße 18 (Standort)                                                                | Hausmadonna                           | 19. Jahrhundert | D-6-79-194-24  | BW                   |
| Obere Hauptstraße 20 (Standort)                                                                | Wohngebäude                           | zweigeschossiger, verputzter Mansardhalbwalmdachbau in Ecklage, mit Fachwerkobergeschoss und geohrten Fensterrahmungen, bezeichnet 1722 | D-6-79-194-25  | weitere Bilder       |
| Obere Hauptstraße 27 (Standort)                                                                | Wohngebäude                           | eingeschossiger Massivbau mit Satteldach über hohem Sockel, mit Treppengiebel und gestelzten Fensterrahmungen, 16./17. Jahrhundert | D-6-79-194-23  | weitere Bilder       |
| Obere Hauptstraße 28 (Standort)                                                                | Wohngebäude                           | breit gelagerter, zweigeschossiger Massivbau mit Halbwalmdach und Tordurchfahrt, bezeichnet 1800 | D-6-79-194-34  | weitere Bilder       |
| Obere Hauptstraße 29 (Standort)                                                                | Wohngebäude                           | eingeschossiger Massivbau mit Satteldach und gestelzten Fensterprofilen, erstes Viertel 17. Jahrhundert | D-6-79-194-26  | weitere Bilder       |
| Obere Hauptstraße 29 (Standort)                                                                | Hoftoranlage                          | mit separater Pforte, bezeichnet 1621 | D-6-79-194-26  | weitere Bilder       |
| Pfarrgasse 3 (Standort)                                                                        | Hoftor                                | überbautes Hoftor, Rundbogentor mit traufständigem Satteldach überfangen, bezeichnet 1673 | D-6-79-194-75  | weitere Bilder       |
| Pfarrgasse 4 (Standort)                                                                        | Ehemaliges Pfarrhaus                  | sogenanntes Altes Pfarrhaus, zweigeschossiger Massivbau mit Walmdach und geohrten Fensterrahmungen, zweite Hälfte 18. Jahrhundert | D-6-79-194-58  | weitere Bilder       |
| Pfarrgasse 8 (Standort)                                                                        | Wohngebäude                           | zweigeschossiger, verputzter Krüppelwalmdachbau mit Fachwerkobergeschoss, um 1753 | D-6-79-194-59  | weitere Bilder       |
| Pfarrgasse 8 (Standort)                                                                        | Hoftoranlage                          | Rundbogentor mit separater Pforte, bezeichnet 1753 | D-6-79-194-59  | weitere Bilder       |
| Pfarrgasse 11, 13 (Standort)                                                                   | Wohnhaus, ehemals Häckerhaus          | Zweigeschossiger traufständiger Satteldachbau mit Fachwerkobergeschoss, 1525 (d), um 1718 einseitig aufgestockt | D-6-79-194-133 | weitere Bilder       |
| Pfarrgasse 12 (Standort)                                                                       | Wohngebäude                           | zweigeschossiger, verputzter Krüppelwalmdachbau mit Fachwerkobergeschoss, um 1800 über älterem Kern | D-6-79-194-18  | weitere Bilder       |
| Pfarrgasse 12 (Standort)                                                                       | Hoftor                                | rundbogig, wohl gleichzeitig | D-6-79-194-18  | weitere Bilder       |
| Plangasse 2 (Standort)                                                                         | Wohngebäude                           | zweigeschossiger, verputzter Satteldachbau mit Fachwerkobergeschoss, bezeichnet 1671 | D-6-79-194-41  | weitere Bilder       |
| Plangasse 3 (Standort)                                                                         | Wohngebäude                           | zweigeschossiger, verputzter Fachwerkbau, 18. Jahrhundert | D-6-79-194-39  | weitere Bilder       |
| Plangasse 4 (Standort)                                                                         | Hoftor                                | rundbogig, bezeichnet 1804 | D-6-79-194-40  | weitere Bilder       |
| Plangasse 11 (Standort)                                                                        | Hoftor                                | rundbogig, bezeichnet 1618 | D-6-79-194-37  | weitere Bilder       |
| Rathausgasse 4 (Standort)                                                                      | Pforte                                | geohrtes Türgewände, bezeichnet 1739 | D-6-79-194-55  | weitere Bilder       |
| Rathausgasse 5 (Standort)                                                                      | Wohngebäude                           | zweigeschossiger Satteldachbau mit Fachwerkobergeschoss, bezeichnet 1697 | D-6-79-194-56  | weitere Bilder       |
| Rathausgasse 8 (Standort)                                                                      | Ehemaliges Rathaus                    | zweigeschossiger Satteldachbau über Hakengrundriss, mit Zierfachwerk im Obergeschoss und Treppengiebel, bezeichnet 1579 | D-6-79-194-21  | weitere Bilder       |
| Schulzengasse 2 (Standort)                                                                     | Wohngebäude                           | zweigeschossiger, verputzter Halbwalmdachbau mit Fachwerkobergeschoss, 18. Jh. / 1. Viertel 19. Jahrhundert | D-6-79-194-52  | weitere Bilder       |
| Schulzengasse 2 (Standort)                                                                     | Pforte                                | rundbogig, 17. Jahrhundert | D-6-79-194-52  | weitere Bilder       |
| Schulzengasse 2, an Nebengebäude (Standort)                                                    | Bildstocknische                       | mit Giebelbedachung, am Nebengebäude eingemauert, 16./17. Jahrhundert | D-6-79-194-52  | weitere Bilder       |
| Schulzengasse 4 ()                                                                             | Ackerbürger- und Winzerhaus           | unterkellerter zweigeschossiger und giebelständiger Satteldachbau mit Krüppelwalm, Erdgeschoss massiv, Obergeschoss Fachwerk, bezeichnet mit „1709“, im Kern 16./17. Jahrhundert, Straßenfassade Mitte 19. Jahrhundert versteinert; südlich Scheune, unterkellerter Satteldachbau, Umfassungswände in Massivbauweise erneuert, 18. Jahrhundert, im Kern älter; im Hof Gewölbekeller eines abgegangenen Ökonomiegebäudes, 16./17. Jahrhundert; an der Gasse Rundbogentor mit Fußgängerpforte, frühes 18. Jahrhundert, Türblatt mit geschnitzten Feldern, bezeichnet mit „1816“ | D-6-79-194-136 |                      |
| Schulzengasse 16 (Standort)                                                                    | Wohngebäude                           | zweigeschossiger, verputzter Satteldachbau mit Fachwerkobergeschoss, Eckpfosten bezeichnet 1654 | D-6-79-194-28  | weitere Bilder       |
| Steigstraße (Standort)                                                                         | Bildstock                             | vierseitiger Nischenaufsatz mit Kreuzbekrönung und Darstellungen von Kreuzigung, Madonna, St. Kilian und St. Michael, auf Säule über breitem Postament, Sandstein, bezeichnet 1621 | D-6-79-194-67  | weitere Bilder       |
| Untere Hauptstraße 3 (Standort)                                                                | Heiligenfigur                         | Skulptur des sitzenden Schmerzenmannes, Sandstein, 17. Jahrhundert | D-6-79-194-5   | weitere Bilder       |
| Untere Hauptstraße (Standort)                                                                  | Wegkreuz                              | Kruzifix auf Tischsockel mit Inschriftenkartusche, Sandstein, bezeichnet 1729 | D-6-79-194-4   | weitere Bilder       |
| Untere Hauptstraße 12 (Standort)                                                               | Kath. Pfarrkirche St. Michael         | Saalbau mit westlichem, eingezogenem Chor und östlicher Turmfassade mit Spitzhelm, Turmuntergeschosse 13. Jahrhundert, Turmobergeschosse und Langhaus 1593–1603, Westchor 1696, mit moderner Querschifferweiterung, 1979–80; mit Ausstattung | D-6-79-194-2   | weitere Bilder       |
| Untere Hauptstraße 12, südlich der Pfarrkirche (Standort)                                      | Ölbergkapelle                         | Massivbau mit Walmdach und Eckquaderung, mit lebensgroßen Sandsteinfiguren, 1729 | D-6-79-194-2   | weitere Bilder       |
| Untere Hauptstraße 13 (Standort)                                                               | Hofanlage: Wohngebäude                | zweigeschossiger, verputzter Krüppelwalmdachbau mit Fachwerkobergeschoss und Wasserspeiern, bezeichnet 1710 | D-6-79-194-66  | weitere Bilder       |
| Untere Hauptstraße 13 (Standort)                                                               | Hofanlage: Hoftoranlage               | Rundbogentor mit separater Pforte, darüber Semgenotbogengiebel und Pietà, gleichzeitig | D-6-79-194-66  | weitere Bilder       |
| Untere Hauptstraße 13 (Standort)                                                               | Hofanlage: Nebengebäude               | eingeschossiger Massivbau mit Halbwalmdach und Vierpassfenster, um 1870 | D-6-79-194-66  | weitere Bilder       |
| Untere Hauptstraße 13 (Standort)                                                               | Hofanlage: Einfriedung                | Bruchsteinmauerwerk, darauf Figurengruppe Madonna und Johannes der Täufer, 18. Jahrhundert | D-6-79-194-66  | weitere Bilder       |
| Untere Hauptstraße 13 (Standort)                                                               | Hofanlage: Ehemaliges Ökonomiegebäude | schmaler, zweigeschossiger Massivbau mit Walmdach, 18. Jahrhundert | D-6-79-194-66  | weitere Bilder       |
| Untere Hauptstraße 14 (Standort)                                                               | Ehemalige Schule                      | sogenanntes Altes Schulhaus, jetzt Rathaus, dreigeschossiger Massivbau mit Walmdach, Eckquaderung, geohrten Fensterrahmungen und Dachreiter, Ende 18. Jahrhundert | D-6-79-194-61  | weitere Bilder       |
| Untere Hauptstraße 18 (Standort)                                                               | Wohngebäude                           | zweigeschossiger, verputzter Satteldachbau, mit Fachwerkobergeschoss, breiter Tordurchfahrt, des 18. Jahrhunderts | D-6-79-194-57  | weitere Bilder       |
| Untere Hauptstraße 18 (Standort)                                                               | Hausmadonna                           | des 18. Jahrhunderts, bezeichnet 1810 | D-6-79-194-57  | weitere Bilder       |
| Untere Hauptstraße 22 (Standort)                                                               | Hausfigur                             | Maria Immaculata, 18. Jahrhundert | D-6-79-194-54  | weitere Bilder       |
| Untere Hauptstraße 23 (Standort)                                                               | Wohngebäude                           | zweigeschossiger, verputzter Halbwalmdachbau mit Fachwerkobergeschoss und Tordurchfahrt, bezeichnet 1837 | D-6-79-194-53  | BW                   |
| Untere Hauptstraße 31 (Standort)                                                               | Wohngebäude                           | zweigeschossiger Satteldachbau in Ecklage mit Fachwerkobergeschoss und Hausmadonna der Zeit um 1520, bezeichnet 1563 | D-6-79-194-48  | weitere Bilder       |
| Untere Hauptstraße 31 (Standort)                                                               | Marienfigur                           | um 1520 | D-6-79-194-48  | weitere Bilder       |
| Untere Hauptstraße 31 (Standort)                                                               | Wandbrunnen                           | mit halbovaler Brunnenschale, wohl 18./19. Jahrhundert | D-6-79-194-48  | BW                   |
| Untere Hauptstraße 34 (Standort)                                                               | Wohngebäude                           | zweigeschossiger, verputzter Halbwalmdachbau in Ecklage, teilweise traufseitig mit Fachwerkobergeschoss, bezeichnet 1810; zwei Inschriftentafeln, in die Hofmauer eingemauert, (von Haus Nr. 193), bezeichnet 1626 | D-6-79-194-51  | weitere Bilder       |
| Untere Hauptstraße 34 (Standort)                                                               | Zwei Inschrifttafeln                  | in die Hofmauer eingemauert, bezeichnet 1626 (ehemals von Haus Nummer 193) | D-6-79-194-51  | BW                   |
| Untere Hauptstraße 35 (Standort)                                                               | Wohngebäude                           | zweigeschossiger, verputzter Halbwalmdachbau in Ecklage, mit breiter Tordurchfahrt, bezeichnet 1805, modernisiert | D-6-79-194-44  | weitere Bilder       |
| Untere Hauptstraße 38 (Standort)                                                               | Tordurchfahrt                         | rundbogig, bezeichnet 1584 | D-6-79-194-49  | weitere Bilder       |
| Untere Hauptstraße 42 (Standort)                                                               | Ehemaliges Wohnwirtschaftsgebäude     | zweigeschossiger, verputzter Satteldachbau mit Fachwerkobergeschoss mit geschnitzten Eckpfeilern, 17. Jahrhundert | D-6-79-194-45  | weitere Bilder       |
| Untere Hauptstraße 46 (Standort)                                                               | Wohngebäude                           | ehemaliges Stammhaus der Malerfamilie Urlaub, zweigeschossiger Halbwalmdachbau mit Fachwerkobergeschoss, bezeichnet 1713 | D-6-79-194-43  | weitere Bilder       |
| Untere Hauptstraße 46 (Standort)                                                               | Nebengebäude                          | schmaler, zweigeschossiger Walmdachbau mit Fachwerkobergeschoss, 18. Jahrhundert | D-6-79-194-43  | BW                   |
| Untere Hauptstraße 46 (Standort)                                                               | Pforte                                | geohrtes Gewände, darüber Madonnenfigur, bezeichnet 1762 | D-6-79-194-43  | weitere Bilder       |
| Urlaubsgasse 1 (Standort)                                                                      | Wohngebäude                           | zweigeschossiger, verputzter Satteldachbau mit Fachwerkobergeschoss und geschnitzten Eckpfeilern, bezeichnet 1695 | D-6-79-194-65  | weitere Bilder       |
| Urlaubsgasse 1 (Standort)                                                                      | Hoftor                                | rundbogig, bezeichnet 1593 | D-6-79-194-65  | weitere Bilder       |
| Urlaubsgasse 2 (Standort)                                                                      | Hausfigur                             | Marienfigur, 18. Jahrhundert | D-6-79-194-62  | BW                   |
| Urlaubsgasse 3 (Standort)                                                                      | Wohngebäude                           | zweigeschossiger, verputzter Halbwalmdachbau mit Fachwerkobergeschoss und vermauerten Wappensteinen bezeichnet 1571 und 1593, um 1800 | D-6-79-194-64  | weitere Bilder       |
| Urlaubsgasse 3 (Standort)                                                                      | Hoftoranlage                          | wohl gleichzeitig | D-6-79-194-64  | weitere Bilder       |
| Urlaubsgasse 5 (Standort)                                                                      | Wohngebäude                           | zweigeschossiger Massivbau mit Satteldach, Treppengiebel, westlich vorspringendem Fachwerkanbau und profilierten Fensterrahmungen, bezeichnet 1563, 1567 und 1582 | D-6-79-194-63  | weitere Bilder       |
| Urlaubsgasse 5 (Standort)                                                                      | Torbogen                              | rundbogig, wohl 16. Jahrhundert | D-6-79-194-63  | weitere Bilder       |
| Urlaubsgasse 11 (Standort)                                                                     | Wohngebäude                           | zweigeschossiger, verputzter Satteldachbau mit Fachwerkobergeschoss, mit zugemauerter Pforte, diese bezeichnet 1579, Gebäude bezeichnet 1695 | D-6-79-194-15  | weitere Bilder       |
| Urlaubsgasse 11 (Standort)                                                                     | Hoftor                                | rundbogig, bezeichnet 1707 | D-6-79-194-15  | weitere Bilder       |
| Urlaubsgasse 13 (Standort)                                                                     | Wohngebäude                           | eingeschossiger Massivbau mit Frackdach und östlicher Fachwerkaufstockung mit geschnitztem Eckpfeiler, bezeichnet 1758 | D-6-79-194-16  | weitere Bilder       |
| Urlaubsgasse 13 (Standort)                                                                     | Hoftor                                | bezeichnet 1628 | D-6-79-194-16  | weitere Bilder       |
| Fischersberg ()                                                                                | Bildstock                             | korinthisierende Säule auf gemauertem Postament mit Laternenaufsatz und zwei Relief-, und zwei Bildnischen, Figuren 1975 erneuert, Rotsandstein, bezeichnet mit "1620" | D-6-79-194-139 |                      |
| Ravensburg (Standort)                                                                          | Burgruine Ravensburg                  | runder Turmstumpf mit Resten des ehemaligen Halsgrabens, Bruchsteinmauerwerk, wohl um 1170 errichtet, nach 1202 geschleift | D-6-79-194-74  | Burgruine Ravensburg |
| Rothlaufberg ()                                                                                | Bildhäuschen                          | mit Relief der „Fünf Wunden Christi“ auf hohem Sockel mit Stifterinschrift; Aufsatz Kreuzschlepper; Rotsandstein, bezeichnet mit „1754“ | D-6-79-194-138 |                      |
| Stöckig (Standort)                                                                             | Ehemaliges Sakramentshäuschen         | jetzt Prozessionsaltar, sogenanntes Renaissancehäuschen, reich verzierter Nischenaufsatz mit Ädikula und Monstranzrelief, Sandstein, um 1600 | D-6-79-194-71  | weitere Bilder       |

## Ehemalige Baudenkmäler
In diesem Abschnitt sind Objekte aufgeführt, die früher einmal in der Denkmalliste eingetragen waren, jetzt aber nicht mehr. Objekte, die in anderem Zusammenhang also z. B. als Teil eines Baudenkmals weiter eingetragen sind, sollen hier nicht aufgeführt werden. Aktennummern in diesem Abschnitt sind ehemalige, jetzt nicht mehr gültige Aktennummern.

| Lage                        | Objekt       | Beschreibung                                                             | Akten-Nr.     | Bild           |
| --------------------------- | ------------ | ------------------------------------------------------------------------ | ------------- | -------------- |
| Schulzengasse 10 (Standort) | Wohngebäude  | eingeschossiger Massivbau mit Satteldach und Zierfachwerkgiebel, um 1619 | D-6-79-194-27 | weitere Bilder |
| Schulzengasse 10 (Standort) | Hoftoranlage | mit separater Pforte, bezeichnet 1619                                    | D-6-79-194-27 | weitere Bilder |

## Abgegangene Baudenkmäler
In diesem Abschnitt sind Objekte aufgeführt, die früher einmal in der Denkmalliste eingetragen waren, jetzt aber nicht mehr existieren, z. B. weil sie abgebrochen wurden. Aktennummern in diesem Abschnitt sind ehemalige, jetzt nicht mehr gültige Aktennummern.

| Lage                                                                               | Objekt       | Beschreibung                                                         | Akten-Nr.     | Bild |
| ---------------------------------------------------------------------------------- | ------------ | -------------------------------------------------------------------- | ------------- | ---- |
| Hintere Gasse 25 (Standort)                                                        | Wohngebäude  | kleines Traufseithaus, reiche Türrahmung, bezeichnet 1761            | D-6-79-194-17 | BW   |
| Ravensburg, auf Weinbergsmauer nahe der Gemeindegrenze zu Veitshöchheim (Standort) | Bildhäuschen | mit Relief der Hl. Familie, Sandstein, zweite Hälfte 19. Jahrhundert | D-6-79-194-73 | BW   |
| Sixengasse 2 (Standort)                                                            | Hofeinfahrt  | bezeichnet 1807                                                      | D-6-79-194-46 | BW   |